# Слокская волость
Слокская волость (латыш. Slokas pagasts) — бывшая территориальная единица Рижского уезда Латвии. Находилась на побережье Рижского залива, состояла из двух частей, разделённых территорией города Кемери. Администрация волости до 1945 года была расположена в Каугури. В 1940 году граничила с городами Слока и Кемери, Салской волостью своего уезда, Калнциемской волостью Елгавского уезда, а также со Смардской и Милзкалнской волостями Тукумского уезда.

## История
После ликвидации Слокской волости в 1945 году её территория была присоединена к Салской волости.
В наши дни территория бывшей Слокской волости распределена между городом Юрмала, Салской волостью Бабитского края, Лапмежциемской и Энгурской волостями Энгурского края.

## Известные люди
- Каспарс Биезбардис (1806—1886) — латвийский общественный деятель.
- Имант Зиедонис (1933—2013) — латвийский поэт.